# División de Honor Femenina A de hockey hierba 2023-24
La División de Honor Femenina A de hockey hierba 2023-24, denominada Liga Iberdrola por motivos de patrocinio, es la temporada 2023-24 de la máxima categoría española de hockey hierba. La disputan doce equipos que se enfrentaron todos contra todos en formato de liga. La organizó la Real Federación Española de Hockey.

## Equipos
| Equipo                                 | Localidad                  | Estadio                       |
| -------------------------------------- | -------------------------- | ----------------------------- |
| Unión Deportiva Taburiente             | Las Palmas de Gran Canaria | Ciudad Deportiva Siete Palmas |
| Club de Campo Villa de Madrid          | Madrid                     | Club de Campo                 |
| Júnior Fútbol Club                     | San Cugat del Vallés       | Sant Cugat                    |
| Club Egara                             | Tarrasa                    | Pla de Bon Aire               |
| Real Club de Polo                      | Barcelona                  | Eduardo Dualde                |
| Real Sociedad Hockey Femenino          | San Sebastián              | Campo de Hockey Bera Bera     |
| Atlètic Terrassa Hockey Club           | Tarrasa                    |                               |
| Sanse Complutense                      | San Sebastián de los Reyes |                               |
| Real Sociedad de Tenis de la Magdalena | Santander                  |                               |
| Sardinero Hockey Club                  | Santander                  |                               |
| Club Deportiu Terrassa                 | Tarrasa                    | Les Pedritxes                 |
| Real Club Jolaseta                     | Guecho                     |                               |

## Clasificación

### Fase regular
|                                                                      | Equipo                       | Puntos | J  | G  | E | P  | GF | GC | DG  |
| -------------------------------------------------------------------- | ---------------------------- | ------ | -- | -- | - | -- | -- | -- | --- |
| 1                                                                    | Club de Campo                | 58     | 22 | 18 | 4 | 0  | 66 | 18 | 48  |
| 2                                                                    | Júnior FC                    | 53     | 22 | 16 | 5 | 1  | 63 | 16 | 47  |
| 3                                                                    | Real Club de Polo            | 51     | 22 | 16 | 3 | 3  | 59 | 22 | 37  |
| 4                                                                    | Atlètic Terrassa Hockey Club | 42     | 22 | 13 | 3 | 6  | 38 | 26 | 12  |
| 5                                                                    | Club Egara                   | 41     | 22 | 12 | 5 | 5  | 51 | 29 | 22  |
| 6                                                                    | Sanse Complutense            | 27     | 22 | 7  | 6 | 9  | 37 | 38 | -1  |
| 7                                                                    | Sardinero HC                 | 23     | 22 | 7  | 2 | 13 | 33 | 54 | -21 |
| 8                                                                    | Real Sociedad                | 20     | 22 | 5  | 5 | 12 | 36 | 43 | -7  |
| 9                                                                    | RS Tenis                     | 18     | 22 | 5  | 3 | 14 | 30 | 51 | -21 |
| 10                                                                   | CD Terrassa                  | 15     | 22 | 2  | 9 | 11 | 25 | 43 | -18 |
| 11                                                                   | UD Taburiente                | 14     | 22 | 3  | 5 | 14 | 19 | 57 | -38 |
| 12                                                                   | RC Jolaseta                  | 7      | 22 | 1  | 4 | 17 | 15 | 75 | -60 |
| Fuente: Real Federación Española de Hockey; actualización automática |                              |        |    |    |   |    |    |    |     |

### Playoffs
|  | Semifinales | Semifinales   | Semifinales |         |             | Final       | Final | Final |  |
|  |             |               |             |         |             |             |       |       |  |
|  |             |               |             |         |             |             |       |       |  |
|  | 1.º         | Club de Campo | 5           |         |             |             |       |       |  |
|  | 1.º         | Club de Campo | 5           |         |             |             |       |       |  |
|  | 4.º         | CD Terrassa   | 1           |         |             |             |       |       |  |
|  | 4.º         | CD Terrassa   | 1           |         | CD Terrassa | CD Terrassa | 2     |       |  |
|  |             |               |             |         | CD Terrassa | CD Terrassa | 2     |       |  |
|  |             |               | RC Polo     | RC Polo | 3           |             |       |       |  |
|  | 2.º         | JUNIOR FC     | RC Polo     | RC Polo | 3           | 3           |       |       |  |
|  | 2.º         | JUNIOR FC     |             |         |             | 3           |       |       |  |
|  | 3.º         | RC Polo       | 2           |         |             |             |       |       |  |
|  | 3.º         | RC Polo       | 2           |         |             |             |       |       |  |
|  |             |               |             |         |             |             |       |       |  |

### Playoutpor la permanencia
El penúltimo clasificado de la División de Honor juega un playout contra el segundo clasificado con posibilidades de ascenso de la División de Honor B:
|  | Final |  |  |  |  |  |
|  |       |  |  |  |  |  |
|  |       |  |  |  |  |  |
|  |       |  |  |  |  |  |
|  |       |  |  |  |  |  |
|  |       |  |  |  |  |  |